# L'Initiation
L'Initiation est un film québécois réalisé par Denis Héroux et sorti en 1970. 
Il s'inscrit dans un mouvement de films aux visées commerciales, tels que Valérie (1968), Un enfant comme les autres...(1972) et J'ai mon voyage ! (1973). Le scénario a été écrit par Yves Thériault.
Il a été tourné en partie sur le campus de l'université de Montréal.

## Synopsis
L'Initiation raconte l'histoire de Victoire, une jeune étudiante à l'Université de Montréal. Déçue par une première expérience sexuelle avec son amoureux Pierre, elle se tourne vers un professeur et écrivain, Gervais Messiandre. Pendant ce temps, Pierre vivra une aventure avec l'amie et colocataire de Victoire, Nadine, et se verra à son tour déçu dans la réciprocité des sentiments.

## Distribution
- Chantal Renaud : Victoire
- Danielle Ouimet : Nadine
- Gilles Chartrand : Pierre
- Jacques Riberolles : Gervais
- Jeanine Sutto : la mère de Nadine
- Louise Turcot : Judith
- Céline Lomez : Christine
- Serge Laprade
- Colette Devlin : la femme de Gervais (voix off)

## Particularité
Le film repose sur une série de dialogues qui expriment la philosophie des protagonistes sur la sexualité.
Le même procédé est utilisé par Denys Arcand dans son film Le Déclin de l'empire américain (1986), qui a également été tourné sur le campus de l'Université de Montréal. Denys Arcand et Denis Héroux sont des collaborateurs de la première heure, formés en histoire à l'Université de Montréal, et ont réalisé ensemble Seul ou avec d'autres (1962).